# Alla marcia
Alla marcia (z włoskiego, wymowa alla marcza) - w muzyce określenie wykonawcze, oznaczające „marszowo, w charakterze marsza”.